# Étrechet
Étrechet település Franciaországban, Indre megyében. Lakosainak száma 1002 fő (2022. január 1.). Étrechet Ardentes, Châteauroux, Déols, Diors, Mâron és Le Poinçonnet községekkel határos.

## Népesség
A település népességének változása:
| Lakosok száma | 349  | 926  | 872  | 853  | 922  | 955  | 1008 | 1012 | 1015 | 1002 |
|               | 1968 | 1982 | 1990 | 2006 | 2013 | 2015 | 2017 | 2019 | 2020 | 2022 |